# Morteza Qoli Chān Hedāyat
Morteza Qoli Chān Hedāyat (auch Morteza Qoli Khan Hedayat Sani-al Dowleh, * 1856; † 6. Februar 1911) war ein Iranischer Politiker, erster Präsident des iranischen Parlaments und Premierminister des Iran.

## Leben
Morteza Qoli (Gholi) Chān Hedāyat war der Sohn von Ali Qoli Chān Mochber-ol Dowleh Hedāyat. Sein Bruder Mehdi Qoli Chān Hedāyat war von 1927 bis 1933 Premierminister des Iran. Die Hedāyat-Familie war eine der politisch einflussreichsten Familien des Landes. Morteza Qoli Chān Hedāyat Sani-al Dowleh arbeitete unter Mozaffar ad-Din Schah im Auswärtigen Dienst als iranischer Botschafter in Deutschland, kehrte allerdings zu Beginn der Konstitutionellen Revolution in den Iran zurück und wurde zum Präsidenten des 1906 gewählten ersten iranischen Parlaments. Sani-al Dowleh wurde 1908 für einen Monat Premierminister und übernahm das Amt des Finanzministers in einer der nachfolgenden Kabinette. Am 6. Februar 1911 wurde er von zwei Georgiern ermordet.